# Anton Eisenhut
Anton Eisenhut († 25. Mai 1525 in Bruchsal) war als „Pfaffe“ Anführer des Kraichgauer Bauernhaufens im deutschen Bauernkrieg von 1525. 

## Leben
Anton Eisenhut stammte wahrscheinlich aus dem Kraichgau, jedenfalls hatte er dort Verwandte. Er war als Pfarrer in der Kirche zum heiligen Kreuz in Weiler an der Zaber bei Brackenheim tätig und 1525 ist er als Kaplan in Eppingen bezeugt. Im April 1525 schloss sich Eisenhut den aufständischen Bauern an und zog mit dem Zabergäuer Haufen unter Hans Wunderer neckaraufwärts nach Süden. Zusammen mit dem Haufen unter Matern Feuerbacher und anderen Aufständischen aus allen Teilen des Herzogtums Württemberg besetzten sie am 25. April Stuttgart. Am 5. Mai 1525 verließ Eisenhut das Bauernlager bei Degerloch, um auch im Kraichgau, in dem es bisher weitgehend ruhig geblieben war, einen Aufstand zu organisieren. Aus Gochsheim bei Eppingen wandte er sich am 7. Mai mit einem Aufruf an die Bauern in den umliegenden Dörfern. Alle wüssten, schrieb er, wie schwer man unter der Herrschaft des Adels und der Geistlichkeit gelitten habe, aber deren Handeln sei nun durchschaut. Er forderte die Bauern auf, nach Gochsheim zu kommen, damit das Evangelium und die Gerechtigkeit ein furgang (Gültigkeit) uberkom. Anton Eisenhut ging es um die Herrschaft des Evangeliums und um die Neugestaltung der Verhältnisse im überkommenen System der Grundherrschaft.
Von Gochsheim aus hat der Kraichgauer Haufen das Schloss im benachbarten Menzingen und Münzesheim geplündert. Einen Tag später tauchten die Bauern vor Heidelsheim auf, und am 10. Mai zogen sie nach Eppingen. Ohne Widerstand zu leisten, öffnete man ihnen dort die Tore, und einige Bürger schlossen sich den Aufständischen an. In Hilsbach plünderte der Haufen die kurpfälzische Kellerei, und in Sinsheim wütete er in den Häusern der Stiftsherren. Unterwegs hatten einige die Burg Steinsberg angezündet, eine der mächtigsten Burgen im Kraichgau. Der Haufen war auf etwa 200 Mann angewachsen, der Schreiber des Pfalzgrafen spricht von einem liechten hauffen. Von Kampfhandlungen oder Tötungen hört man nichts. Die Gewalt der Aufständischen richtete sich offenbar nur gegen Sachen.
Am 14. Mai 1525 kam es zu Verhandlungen zwischen den Bauern und einer Delegation des Heidelberger Kurfürsten Ludwig. Am 15. Mai – nach der vernichtenden Niederlage des württembergischen Bauernheeres am 12. Mai bei Böblingen – war Eisenhut bereit, den Kraichgauer Haufen aufzulösen. Am 18. Mai 1525 kam es in Hilsbach zu einem Vertrag, der die Auflösung beschloss. Der Kraichgauer Haufen löste sich auf. Anton Eisenhut ging wieder nach Eppingen und wurde dort, zusammen mit dem Eppinger Pfarrer und zwei Gesinnungsgenossen, einige Tage später von den Truppen des Schwäbischen Bundes unter Georg Truchsess von Waldburg-Zeil („Bauernjörg“) gefangen genommen. Der Truchsess schickte die vier Gefangenen am 25. Mai nach Bruchsal, wo Kurfürst Ludwig V. sie nach einem kurzen Verhör auf dem Schlosshof öffentlich enthaupten ließ.